# プロラクチノーマ
プロラクチノーマ（prolactinoma）とは、下垂体腺腫の一つ。

## 病態
プロラクチンの過剰産生によって諸症状を呈してくる。

## 臨床像
- 無月経
- 魔乳

## 治療

### 薬物治療
一般的に以下のドパミン作動薬（アゴニスト）での薬物治療での症状治療が行われる。ただ腫瘍に対する根治治療では無いため継続服用が必要である。
- カベルゴリン（カバサール®　CAB）

2003年に適応になって以来、長期予後成績良好で、現在ではほぼ第一選択として用いられている。
- ブロモクリプチン（パーロデル®）

### 手術
以前は薬剤での効果が乏しく症状改善無い場合には手術加療として「経蝶形骨洞手術（transsphenoidal surgery：TSS）」が選択された。薬剤抵抗性症例にも選択されている。

## 関連
- 下垂体腺腫